# Motya griselda
Motya griselda är en fjärilsart som beskrevs av Dyar 1914. Motya griselda ingår i släktet Motya och familjen trågspinnare. Inga underarter finns listade i Catalogue of Life.